# Hôtel de Magny

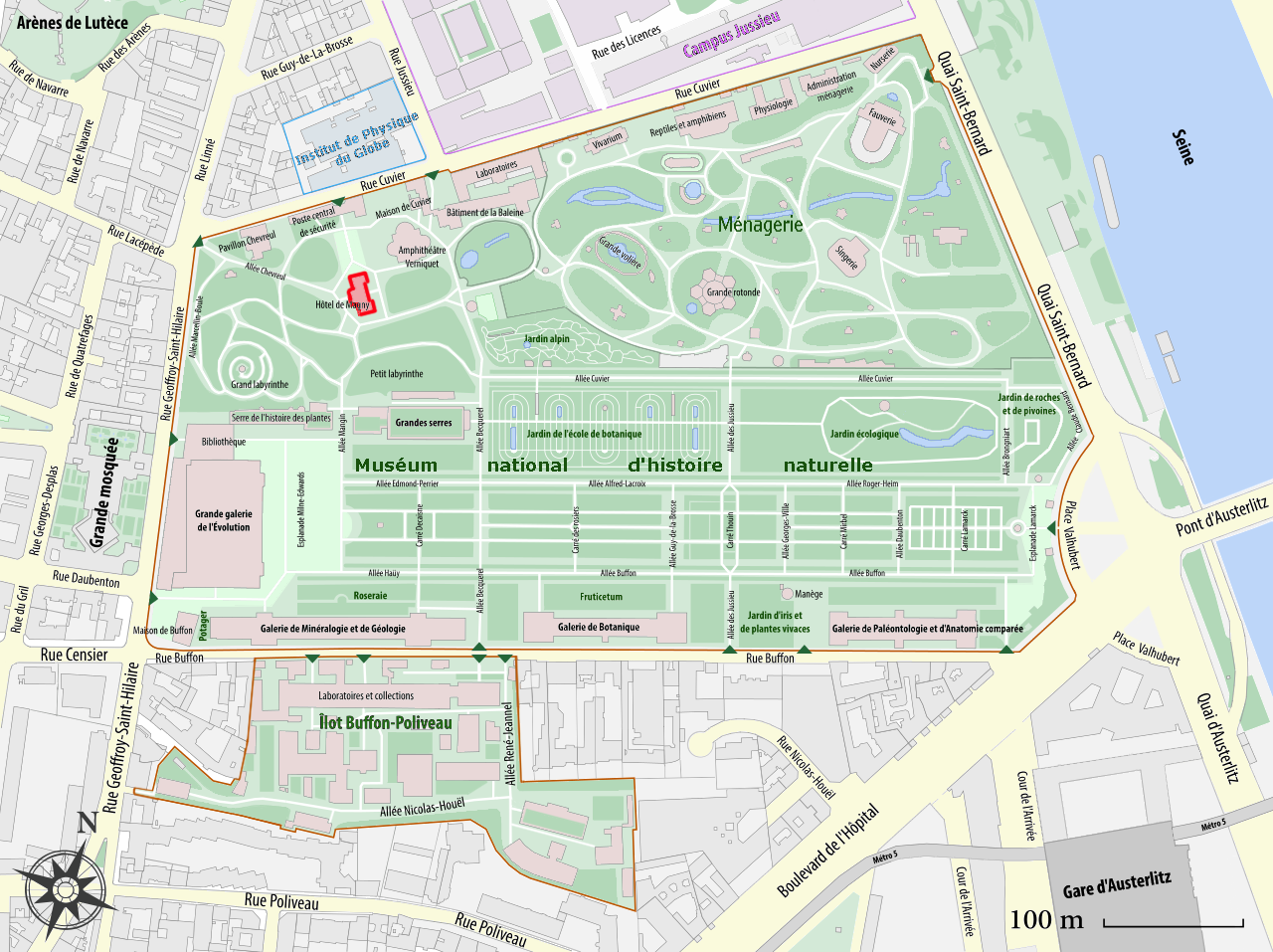
Position de l’hôtel de Magny au Jardin des plantes.

L'hôtel de Magny, au Jardin des plantes, à Paris, en France, est un ancien hôtel particulier, nommé hôtel de Vauvré, qui abrite la direction et l'administration centrale du Muséum national d'histoire naturelle, des salons d'honneur où se trouvent une grande maquette du Jardin des plantes à l'orée du XIXe siècle et le centre de tri postal de l'établissement. L'hôtel de Magny est un bâtiment administratif ; des bureaux au rez-de-chaussée reçoivent le public sur rendez-vous.

## Histoire du bâtiment
Construit entre 1696 et 1700 par Pierre Bullet pour Elisabeth Thomé, l'hôtel appartenait à Jean-Louis Girardin de Vauvré et sa famille de 1708 à 1758 et tient le nom de Magny de la famille qui en fut propriétaire de 1758 à 1779 et le rénova. L'hôtel de Magny était initialement limitrophe du Jardin royal des plantes médicinales, dit le Jardin du Roi à partir de 1718. En 1787, Buffon, intendant du Jardin du Roi de 1739 à 1788, fit entrer cette propriété et ses jardins dans l'enceinte du Jardin du Roi. En 1788, un nouvel amphithéâtre, dit « amphithéâtre Verniquet » du nom de son architecte Edme Verniquet (1727-1804), est bâti dans ce qui était deux ans auparavant la propriété Magny : ce fut le dernier chantier de l'Ancien Régime au Muséum. À partir de 1780, l'hôtel de Magny abrite les salons et bureaux des intendants du Jardin puis, à partir de 1793, des directeurs du Muséum ; l'Assemblée des Professeurs s'y réunissait.
À sa base, à gauche du portail, se trouve l'entrée des carrières souterraines du jardin des plantes (qui ne communiquent pas avec les autres), où l'on exploitait notamment sous le « grand labyrinthe » coiffé par un « belvédère » ou « gloriette » métallique, du calcaire lutétien ayant servi, entre autres, à Edme Verniquet pour l'amphithéâtre et à Armand Viré pour y installer son laboratoire de « zoologie cavernicole » entre 1896 et 1914 (sa paillasse et divers éléments s'y trouvent encore). Le 23 mars 1993, le jardin des plantes, ainsi que l'ensemble de ses bâtiments, sont classés monument historique.

## Le cabinet d'histoire du Jardin des plantes
De février 2008 à janvier 2017, les salons d'honneur du rez-de-chaussée de l'hôtel de Magny ont abrité le « cabinet d'histoire du Jardin des plantes ». L'accès de ces salles au public pour un prix d'entrée modique permettait de visiter une présentation de l'évolution non pas de la biosphère mais du Jardin des plantes et du Muséum, depuis le stade initial de Jardin royal des plantes médicinales mis en place en 1626, jusqu'au stade actuel de grand établissement de recherche, de conservation, d'enseignement, de formation et de présentation au public.
Le « cabinet d'Histoire » comprenait cinq salles : les trois premières salles présentaient l'histoire architecturale et topographique du Jardin au fil des siècles, à travers des œuvres uniques tel ce tableau (école française des années 1800) de la première girafe du Muséum ou « girafe de Levaillant », des bustes, d'anciens plans et la maquette du Jardin des plantes au début du XIXe siècle ; les deux autres salles étaient consacrées à des expositions temporaires où l'on a présenté à tour de rôle divers trésors du Muséum (livres anciens, minéraux, objets précieux, fossiles, coquillages rares, vélins…).
La dernière exposition temporaire du cabinet d'histoire du Jardin des plantes s'est tenue du 28 septembre 2016 au 16 janvier 2017 et fut consacrée aux « Précieux vélins : trois siècles d'illustration naturaliste ». On y admirait un échantillonnage de près de 150 vélins, extraits des 7 000 conservés dans les réserves du Muséum, et représentant diverses espèces⁣⁣, végétales et animales.
Depuis, le bâtiment est revenu à sa fonction administrative et le président, le directeur général, les représentants des ministères de tutelle (Éducation nationale, Recherche, Environnement) et ceux des départements de recherche s'y réunissent en conseil d'administration.

## L'hôtel de Magny en photos

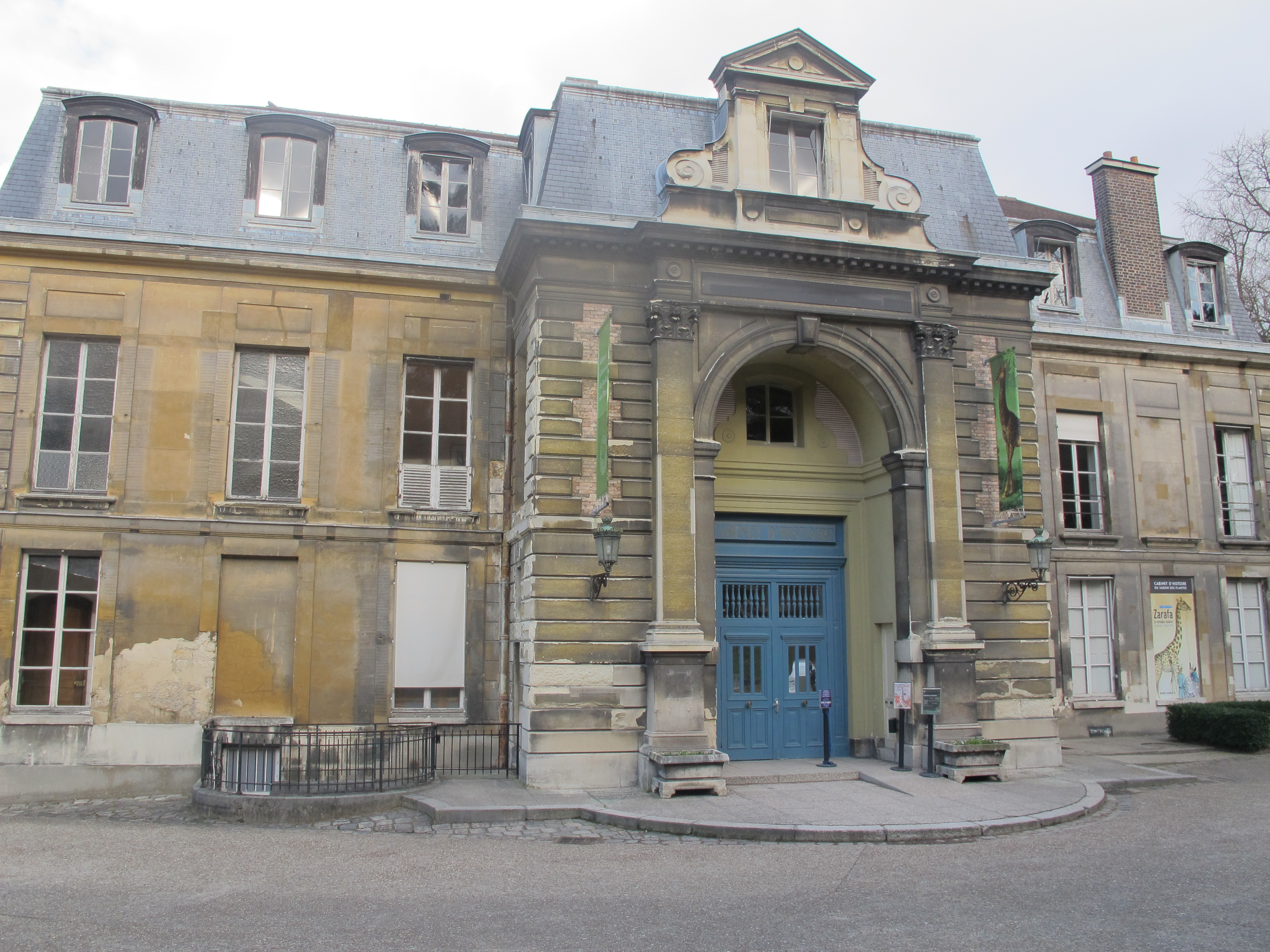
Façade du bâtiment et entrée monumentale vues de l'Ouest.
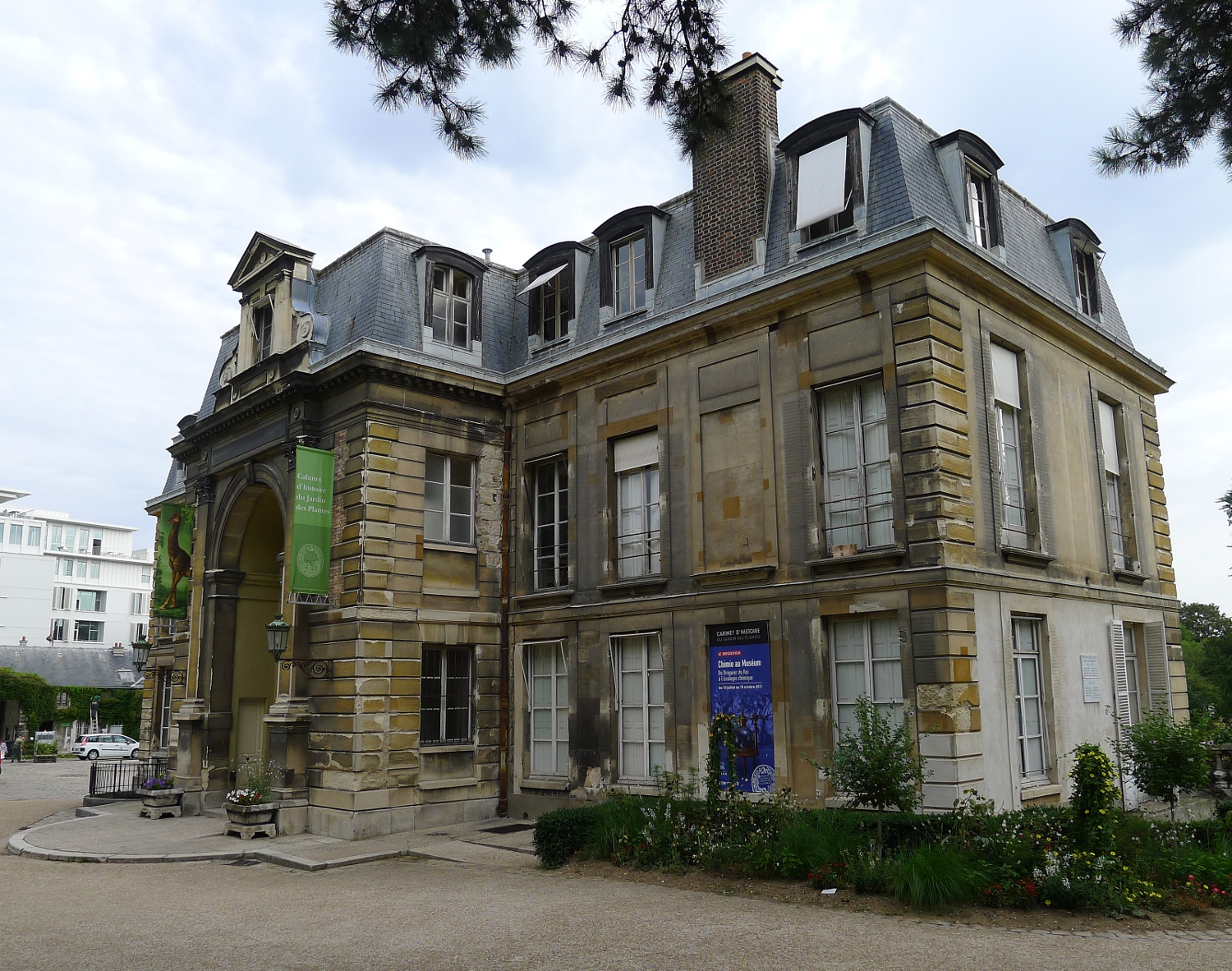
Vu du Sud.
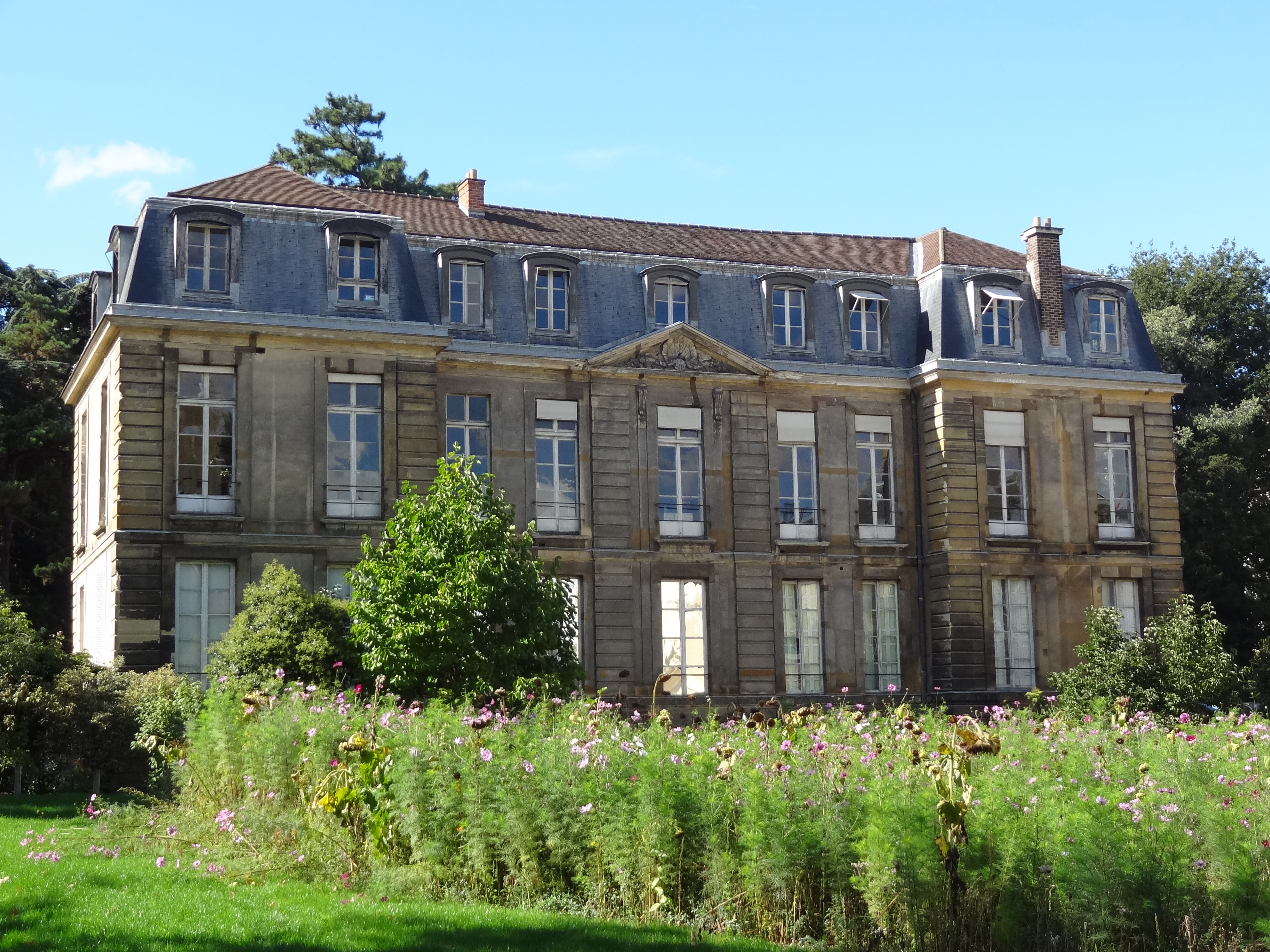
Façade Nord-Est, au rez-de-chaussée de laquelle se fait le tri postal du Muséum.
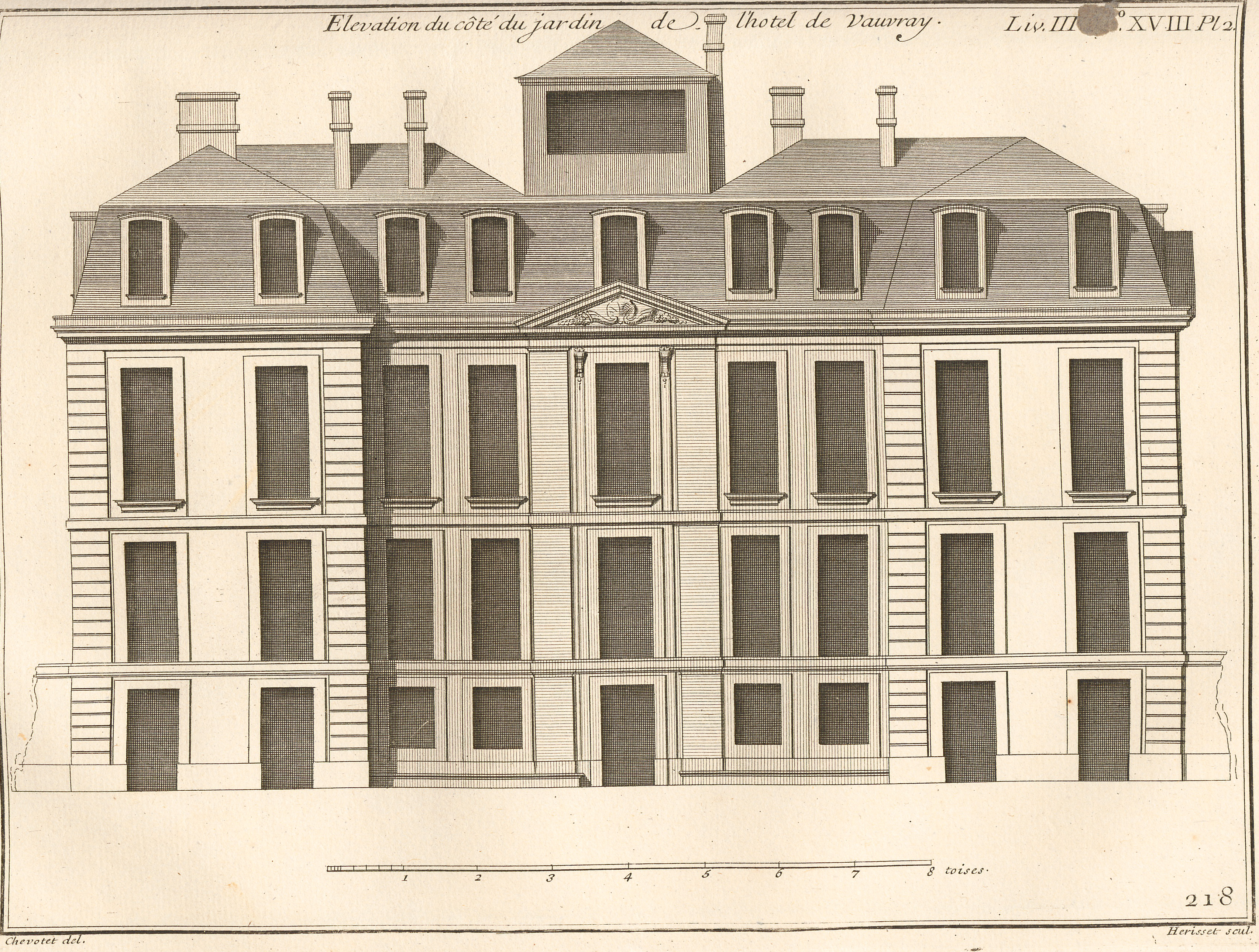
Hôtel de Vauvré[6], élévation du côté du jardin en 1752.
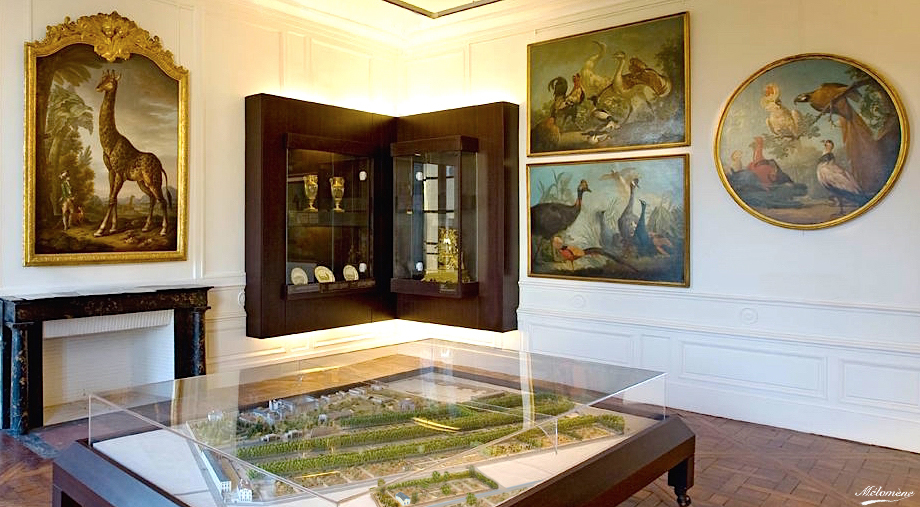
Salle de l'assemblée des professeurs.
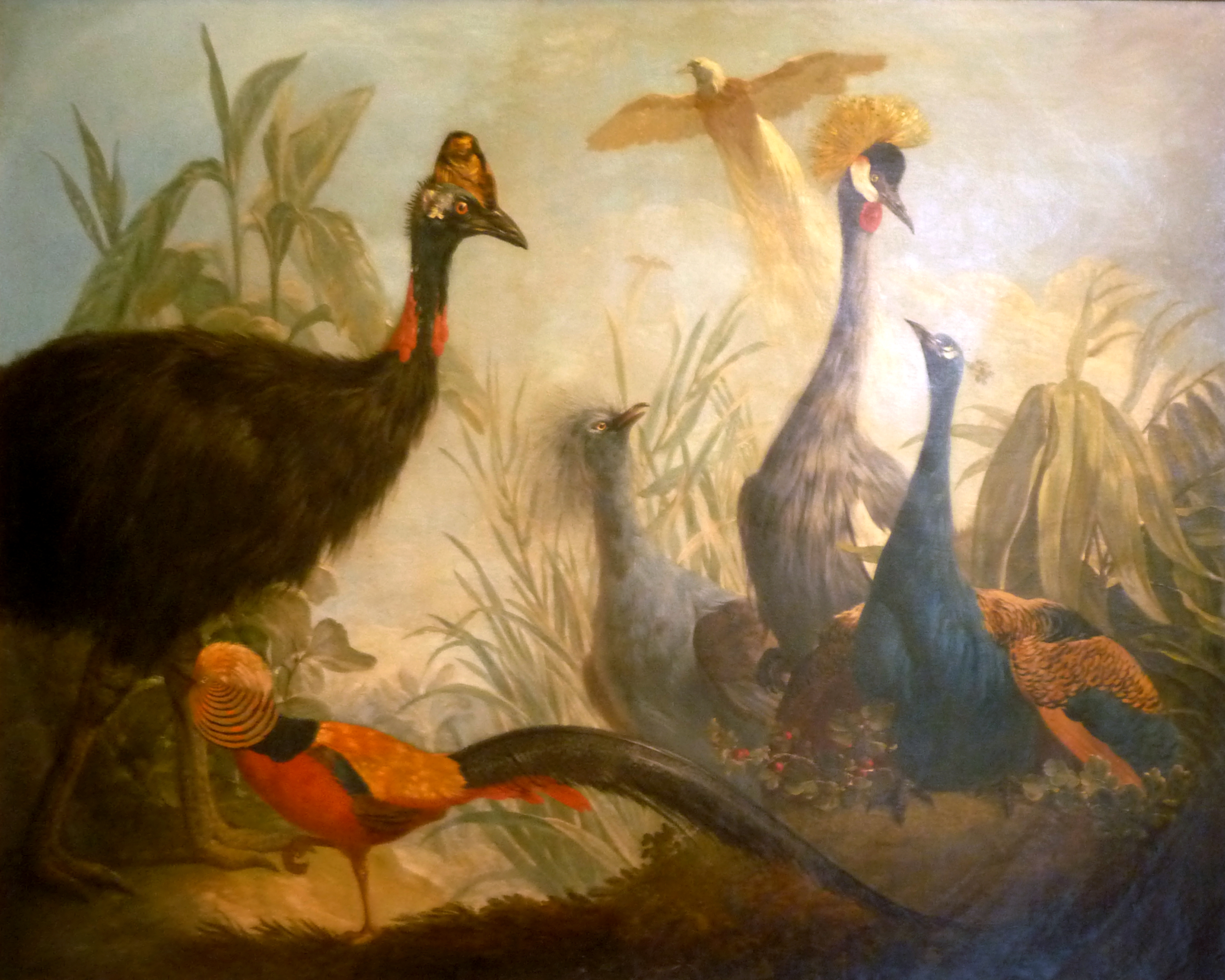
L'un des tableaux ornant la salle de l'assemblée des professeurs, par Jean-Jacques Bachelier (1724-1806).
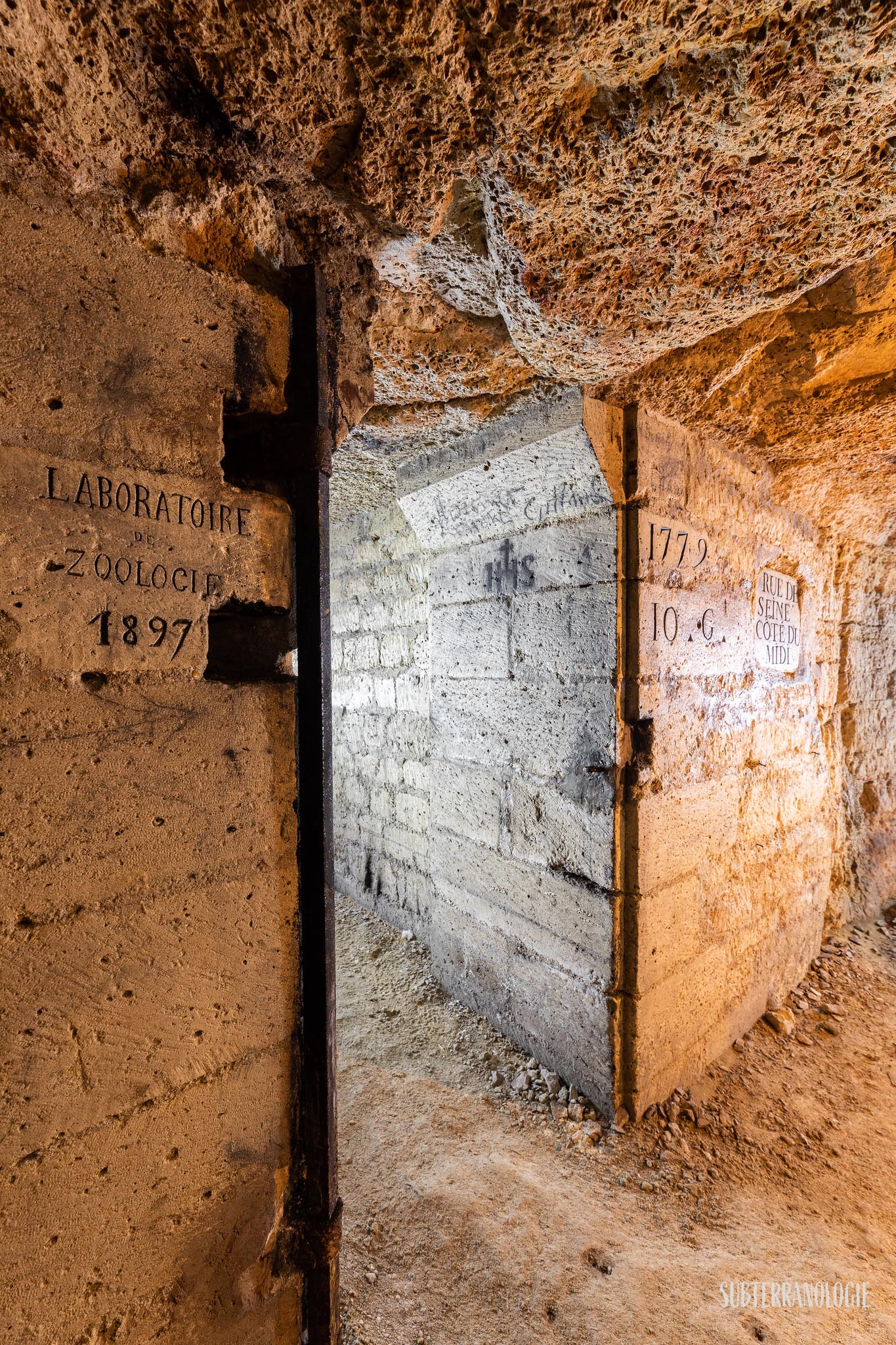
Laboratoire souterrain de zoologie cavernicole d'Armand Viré, sous le No 61 de la rue Cuvier.
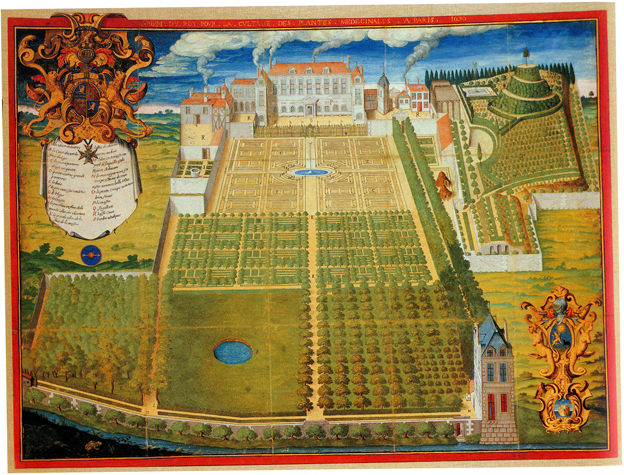
Peinture sur vélin représentant le « Jardin royal des herbes médicinales » en 1636, entre la future rue du Jardin du Roy (actuellement rue Geoffroy Saint-Hilaire), et le canal des Victorins, disparu depuis longtemps.
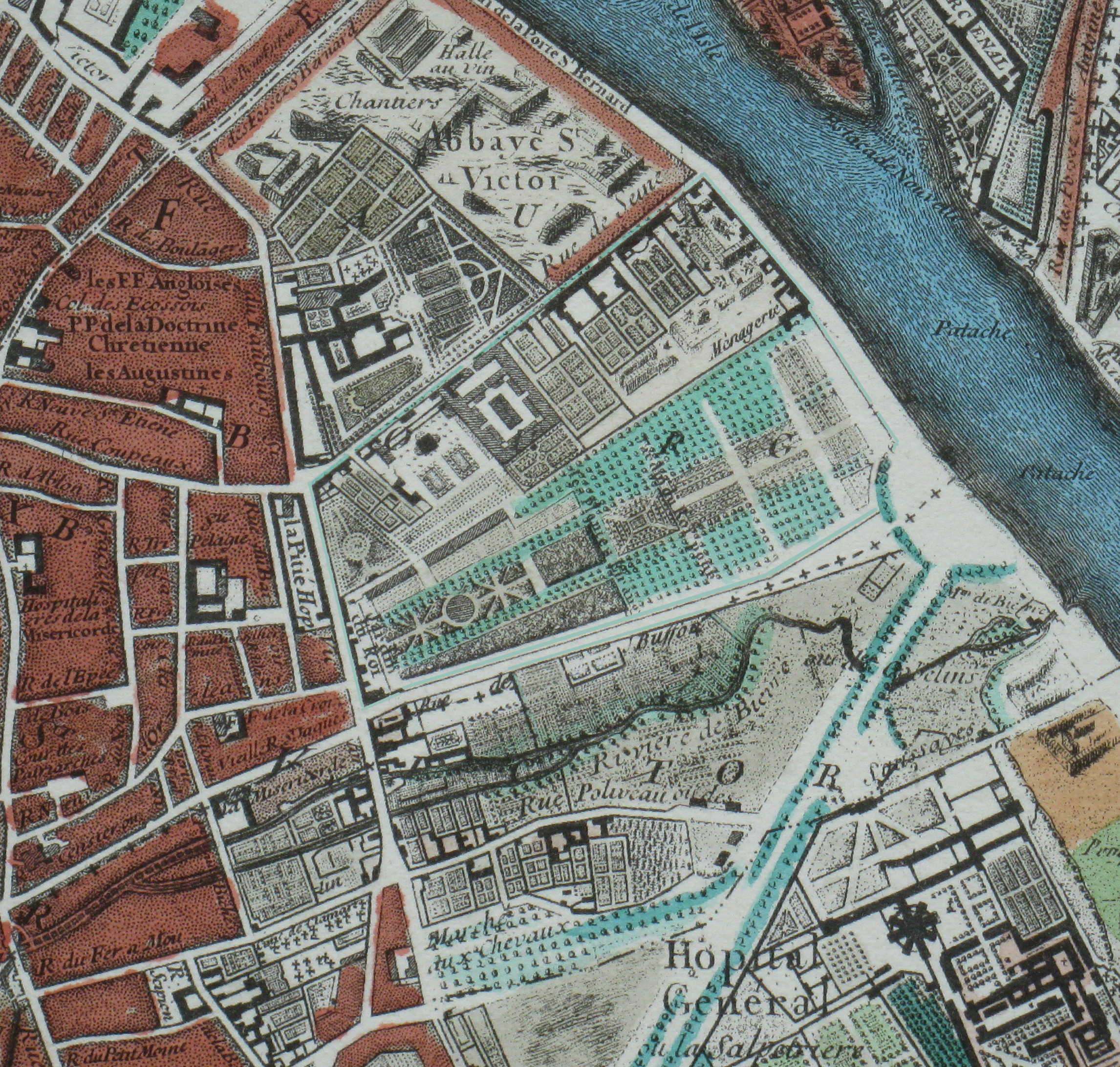
Plan du Jardin des plantes tel qu'il était entre 1794 et 1802.
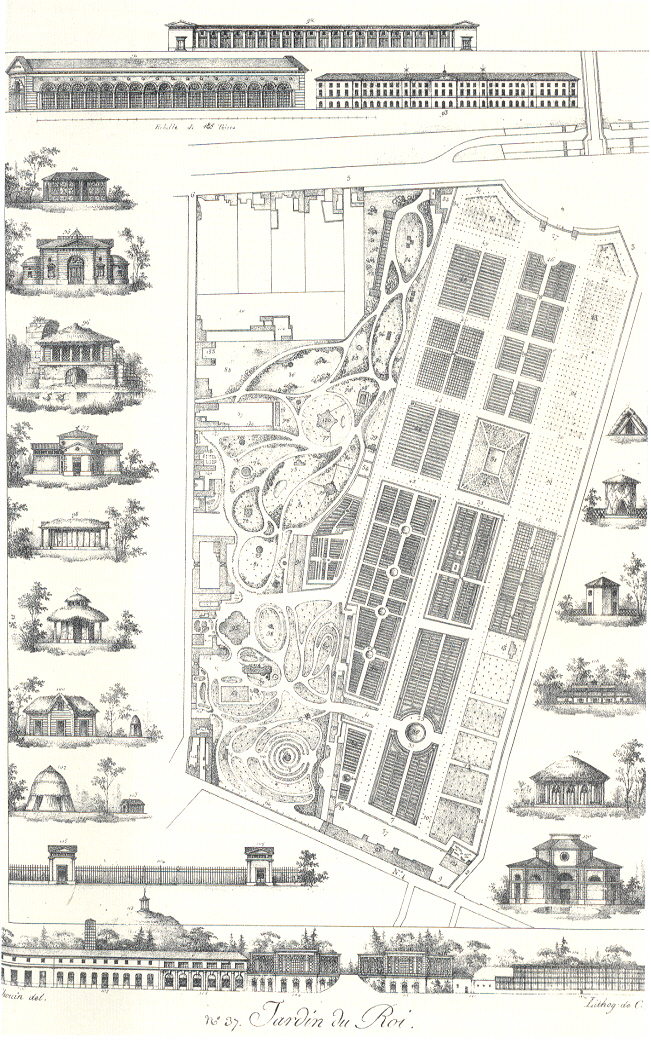
Plan du Jardin des plantes tel qu'il était en 1820 (ici sans le « clos Patouillet »).
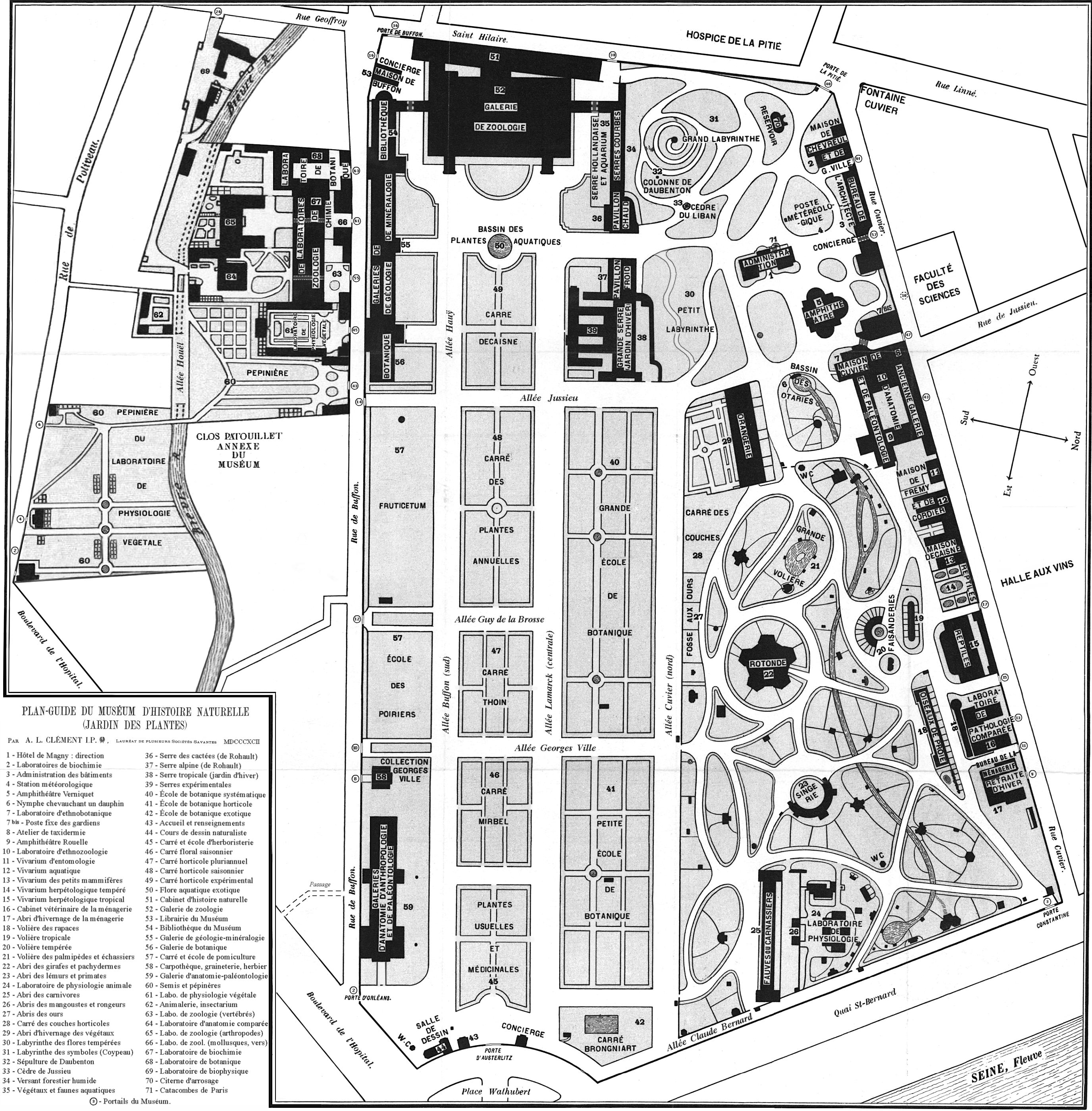
L'hôtel de Magny et l'amphithéâtre Verniquet sur le plan du Muséum d'A. L. Clément (1892)
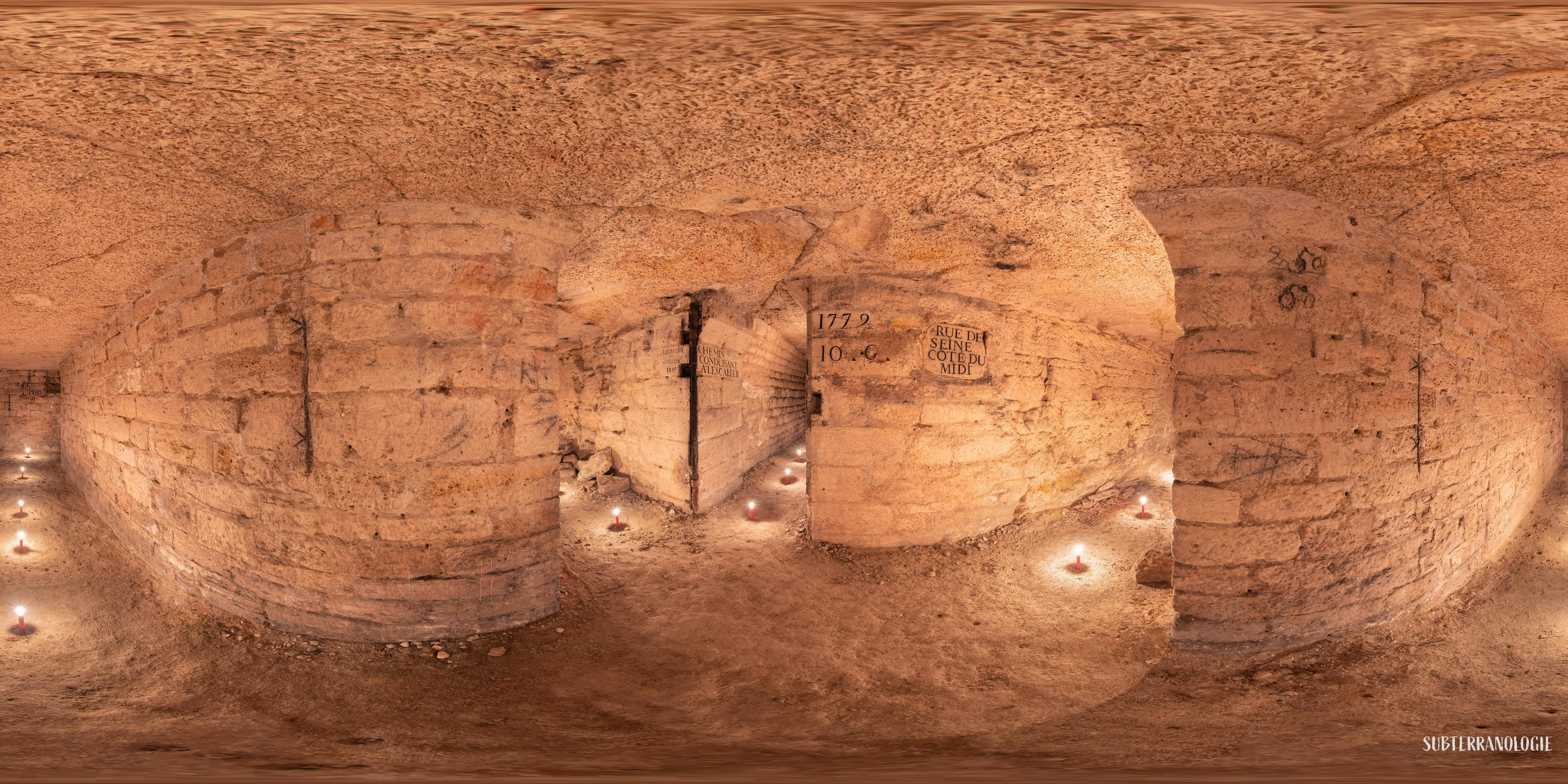
Vue à 360° de l’intérieur de la carrière ouvrant au sous-sol de l'Hôtel de Magny.
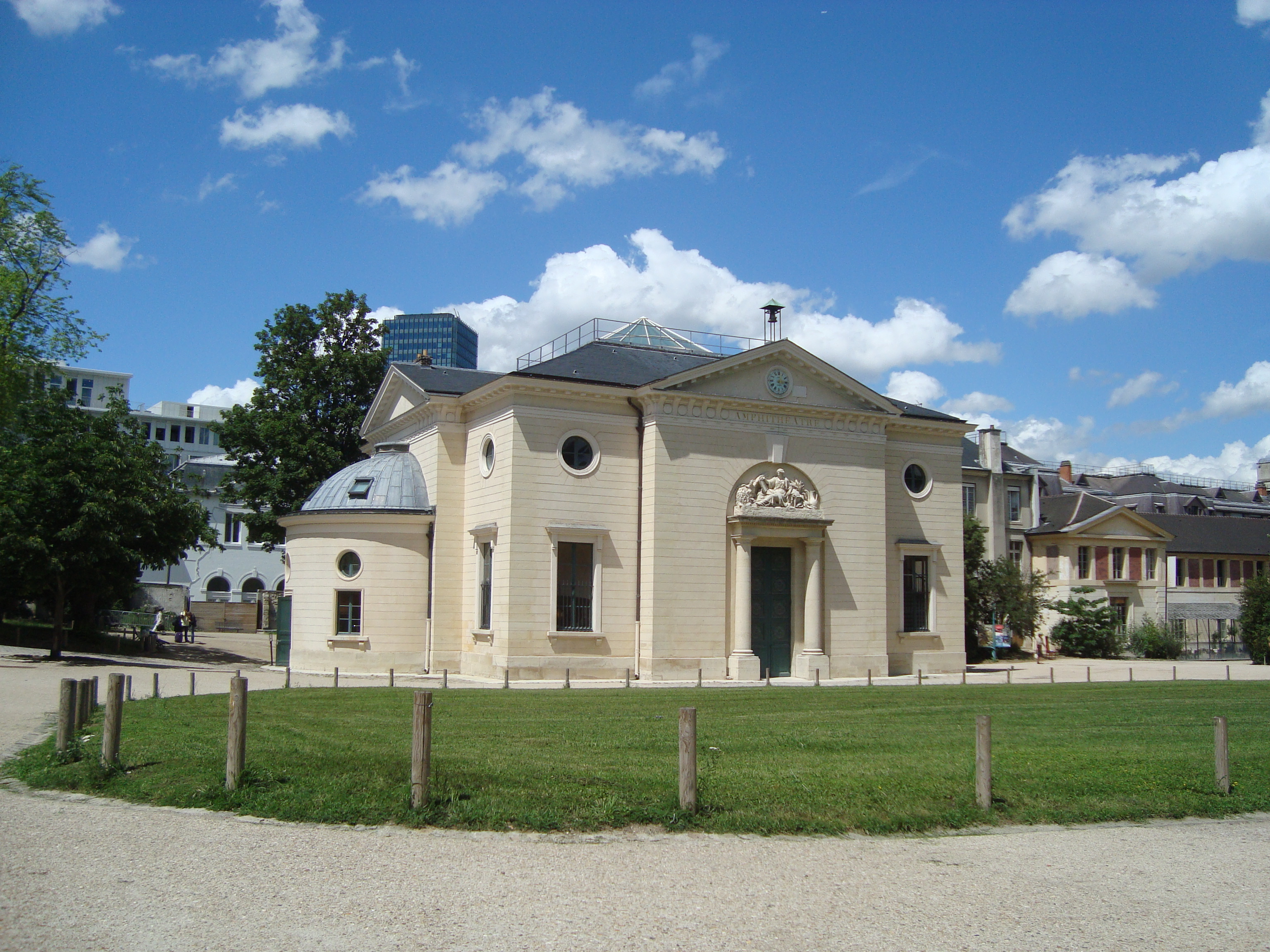
À proximité de l'hôtel se trouve l'amphithéâtre d'Edme Verniquet, que Buffon fit élever en 1788.

Une campagne de dons pour sa sauvegarde est lancée en 2024 par la fondation du Patrimoine et le Muséum d'Histoire Naturelle